# Eversmile, New Jersey
Pour plus de détails, voir Fiche technique et Distribution.
Eversmile, New Jersey est un film britannique et argentin réalisé par Carlos Sorín et sorti en 1989.

## Synopsis
Un dentiste itinérant offre gratuitement ses services à la population isolée de Patagonie. Alors que sa moto tombe en panne, il rencontre Etela et ils tombent amoureux l'un de l'autre.

## Fiche technique
- Titre argentin : Eterna sonrisa de New Jersey
- Titre DVD en France : L'aventure du Dr. Fergus
- Réalisation : Carlos Sorín
- Scénario : Jorge Goldenberg, Roberto Scheuer, Carlos Sorín
- Lieu de tournage : Patagonie
- Image : Esteban Courtalon
- Musique : Steve Levine
- Durée : 91 minutes
- Dates de sortie : 
  - 11 septembre 1989 (Festival du film de Toronto)
  - 6 juillet 2010 ( France, DVD)

## Distribution
- Daniel Day-Lewis : Dr. Fergus O'Connell
- Mirjana Joković : Estela
- Gabriela Acher : Celeste
- Julio De Grazia : Dr. Ulises
- Ignacio Quirós : The 'Boss'
- Miguel Ligero : Frère Felix
- Ana María Giunta
- Boy Olmi : Animateur de radio
- Eduardo D'Angelo : Manager
- Alberto Benegas : Sheriff

## Nominations et récompenses
- Meilleure actrice pour Mirjana Joković au Festival international du film de Saint-Sébastien
- Film nommé au Festival des trois continents de Nantes